# Grand Prix Formule 1 van Bahrein
De Grand Prix van Bahrein is een race uit de Formule 1-kalender, gehouden op het Bahrain International Circuit in het woestijngebied Sakhir, dertig kilometer van de hoofdstad Manamah. De wedstrijd werd voor het eerst gereden in 2004 en het was de eerste Formule 1-wedstrijd ooit die gehouden werd in het Midden-Oosten. Luchtvaartmaatschappij Gulf Air is hoofdsponsor van de race. 
Fernando Alonso was van 2010 tot en met 2017 de recordhouder met drie overwinningen. Sebastian Vettel wist dit record in 2018 te verbreken door zijn vierde overwinning te behalen. Drie jaar later werd Lewis Hamilton de meest succesvolle coureur op het circuit van Bahrein, door het behalen van zijn vijfde overwinning.
De Grand Prix van Bahrein die op 13 maart 2011 verreden zou worden werd vanwege de protesten in Bahrein afgeblazen. Oud-wereldkampioen Damon Hill riep in juni 2011 op tot een boycot van de race vanwege het bloedvergieten in het land, en maakte daarbij de vergelijking met de apartheid in Zuid-Afrika. Op 10 juni werd de race officieel vervangen door de GP van India.
In 2021, 2022 en 2023 werd deze race als eerste race van het seizoen verreden. Tot en met 2019 was de Grand Prix van Australië de eerste race van het seizoen, maar vanwege de coronapandemie die in 2020 uitbrak werd het wedstrijdschema aangepast. Op 11 februari 2022 werd bekendgemaakt dat Bahrein het contract voor het organiseren van een Formule 1-race verlengd heeft tot en met 2036.

## Winnaars van de Grands Prix
| Jaar | Coureur                                  | Constructeur                             | Circuit                                  | Verslag                                  |
| ---- | ---------------------------------------- | ---------------------------------------- | ---------------------------------------- | ---------------------------------------- |
| 2025 | Oscar Piastri                            | McLaren-Mercedes                         | Bahrain International Circuit            | Verslag                                  |
| 2024 | Max Verstappen                           | Red Bull Racing-Honda RBPT               | Bahrain International Circuit            | Verslag                                  |
| 2023 | Max Verstappen                           | Red Bull Racing-Honda RBPT               | Bahrain International Circuit            | Verslag                                  |
| 2022 | Charles Leclerc                          | Ferrari                                  | Bahrain International Circuit            | Verslag                                  |
| 2021 | Lewis Hamilton                           | Mercedes                                 | Bahrain International Circuit            | Verslag                                  |
| 2020 | Lewis Hamilton                           | Mercedes                                 | Bahrain International Circuit            | Verslag                                  |
| 2019 | Lewis Hamilton                           | Mercedes                                 | Bahrain International Circuit            | Verslag                                  |
| 2018 | Sebastian Vettel                         | Ferrari                                  | Bahrain International Circuit            | Verslag                                  |
| 2017 | Sebastian Vettel                         | Ferrari                                  | Bahrain International Circuit            | Verslag                                  |
| 2016 | Nico Rosberg                             | Mercedes                                 | Bahrain International Circuit            | Verslag                                  |
| 2015 | Lewis Hamilton                           | Mercedes                                 | Bahrain International Circuit            | Verslag                                  |
| 2014 | Lewis Hamilton                           | Mercedes                                 | Bahrain International Circuit            | Verslag                                  |
| 2013 | Sebastian Vettel                         | Red Bull Racing-Renault                  | Bahrain International Circuit            | Verslag                                  |
| 2012 | Sebastian Vettel                         | Red Bull Racing-Renault                  | Bahrain International Circuit            | Verslag                                  |
| 2011 | Afgelast wegens de protesten in Bahrein. | Afgelast wegens de protesten in Bahrein. | Afgelast wegens de protesten in Bahrein. | Afgelast wegens de protesten in Bahrein. |
| 2010 | Fernando Alonso                          | Ferrari                                  | Bahrain International Circuit            | Verslag                                  |
| 2009 | Jenson Button                            | Brawn-Mercedes                           | Bahrain International Circuit            | Verslag                                  |
| 2008 | Felipe Massa                             | Ferrari                                  | Bahrain International Circuit            | Verslag                                  |
| 2007 | Felipe Massa                             | Ferrari                                  | Bahrain International Circuit            | Verslag                                  |
| 2006 | Fernando Alonso                          | Renault                                  | Bahrain International Circuit            | Verslag                                  |
| 2005 | Fernando Alonso                          | Renault                                  | Bahrain International Circuit            | Verslag                                  |
| 2004 | Michael Schumacher                       | Ferrari                                  | Bahrain International Circuit            | Verslag                                  |

## Galerij

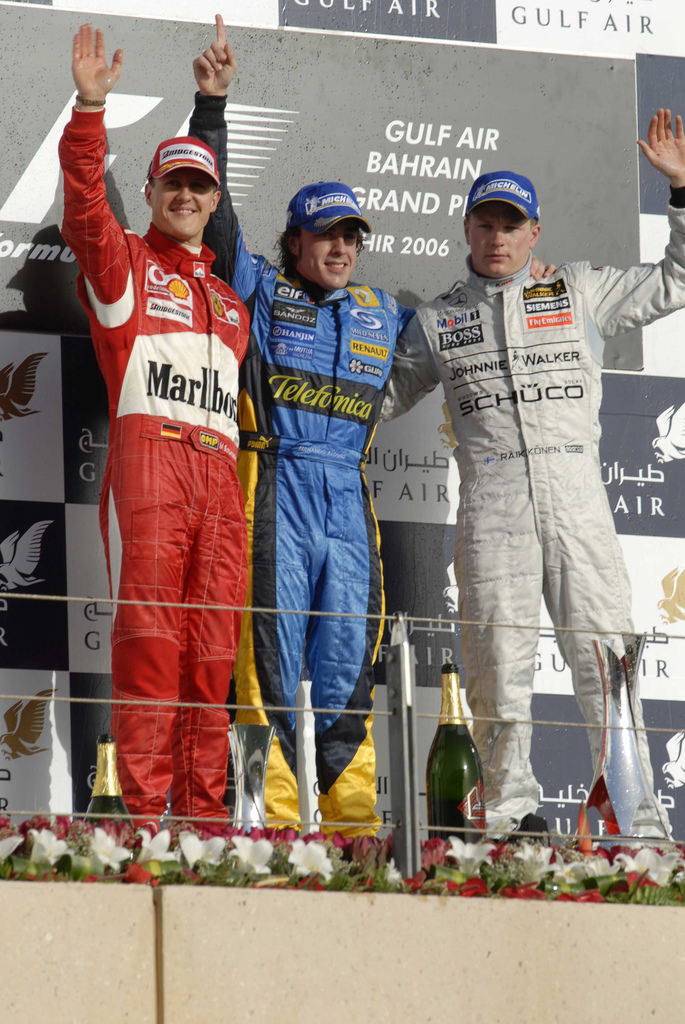
Het podium van 2006.
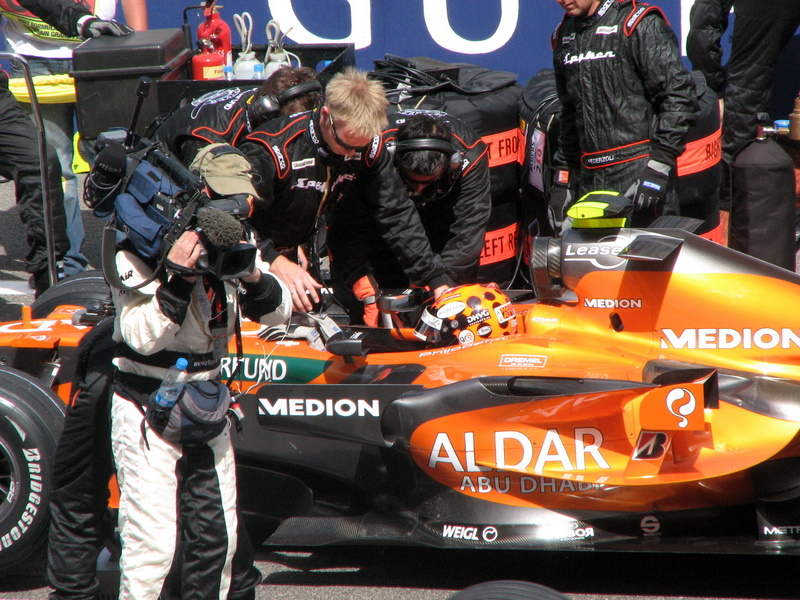
Christijan Albers in de pits in 2007.
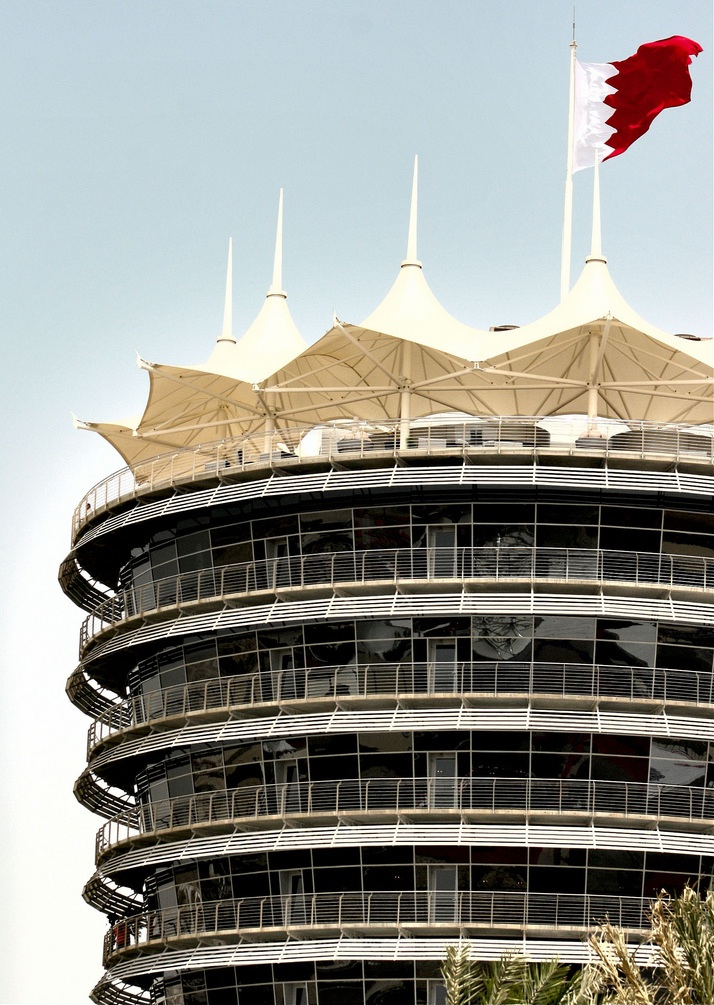
Hoofdgebouw van het circuit.
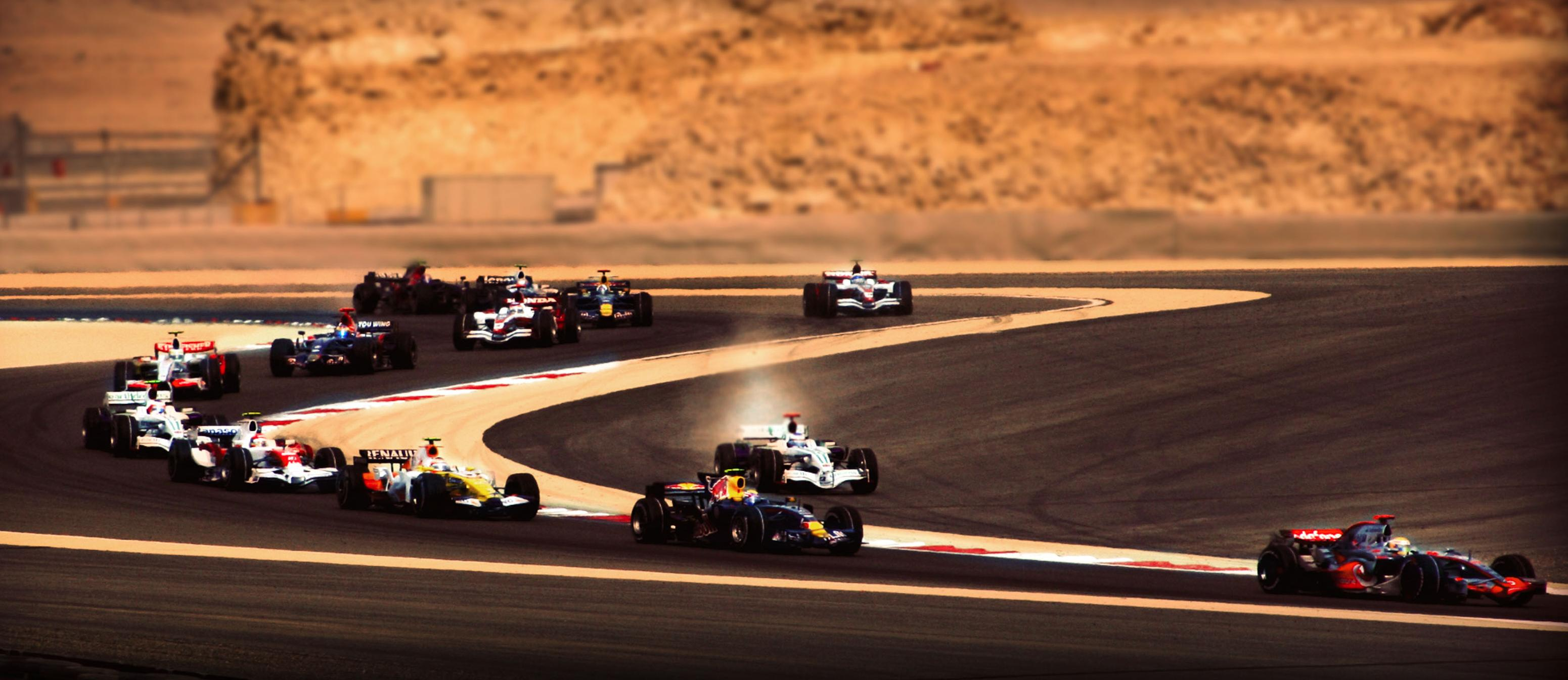
Eerste ronde tijdens de race van 2008.

2004 · 2005 · 2006 · 2007 · 2008 · 2009 · 2010 · 2012 · 2013 · 2014 · 2015 · 2016 · 2017 · 2018 · 2019 · 2020 · 2021 · 2022 · 2023 · 2024 · 2025 · 2026 · 2027 · 2028 · 2029 · 2029 · 2030 · 2031 · 2032 · 2033 · 2034 · 2035 · 2036